# Famille Bouvier d'Yvoire
La famille Bouvier (ou Bovier, latin Boverii), devenue Bouvier d'Yvoire  est une famille subsistante de la noblesse française originaire de Savoie. 

## Histoire
La famille (latin Boverii) s'établit au XIVe siècle à Villeneuve (Canton de Vaud), près de château de Chillon. Elle est originaire de Lompnes, en Bugey. François Bouvier, au début du XVe siècle devient châtelain de Chillon pour le comte Amédée VIII de Savoie afin de contrôler la vallée des Ormonts, avec la charge de greffier à la cour de justice (1404), de Grandson (Canton de Vaud) en 1412 par le comte de Savoie, de Montagny, ainsi que de Vulpillières. Gustave Chaix d'Est-Ange écrit qu'en 1430 provide François Bovier était bourgeois de Villeneuve de Chillon au diocèse de Lausanne. Il devient ensuite, pour le comte de Savoie, bailli du Chablais de 1433 à 1441.
Au XVIe siècle, à la suite de la Réforme, Ferdinand Bouvier (1554-1637), lieutenant baillival et châtelain de Chillon, recteur de l'hôpital de Villeneuve, est contraint de s'échapper et de se rendre en Savoie, à la suite de sa compromission dans la conjuration du bourgmestre Isbrand Daux de 1588. Ses biens sont confisqués. Son frère, Jehan Bouvier (1594-1661),  dit au bras-de-fer est un soldat qui aurait perdu son bras lors d'une bataille contre les armées du roi de France, Henri IV et l'aurait remplacé par un bras en fer,. Ferdinand Bouvier est accueilli favorablement par le duc Charles-Emmanuel Ier de Savoie, qui le nomme sergent-major de bataille et commandant en second du fort d'Allinges, en 1592. Il achète par ailleurs les terres de l'abbaye du Lieu, qui passeront à son fils, Georges Bouvier.
Georges Bouvier achète la seigneurie d'Yvoire, le 8 juillet 1655 à Jacques Fournier/Fornier dit de Rivaz,. Il épouse le 28 septembre 1655 Marie-Françoise, fille de Charles de Compois de Féternes,.
Son fils, Jacques-Marie Bouvier (1663-1736), seigneur d'Yvoire, seigneur de Cinquantod, d'Excenevex), d'Allemand, Lugrin, Hons, Thollon etc.,, cornette dans l'escadron de Savoie, premier syndic de Thonon en 1718, épouse en 1697 Péronne-Thérèse Costa, fille de Gaspard Costa, comte du Villard, président de la Chambre des Comptes de Savoie
Les Bouvier possédaient toujours en 1735 une partie de la maison forte d'Allaman à Lugrin. 
La seigneurie d'Yvoire est érigée en baronnie en faveur de Jeanne-Marie Marthe Bouvier, dame d'Yvoire et de son époux Joseph-François Barbier du Maney par lettres patentes du 1er juillet 1772. Par transaction du 10 août 1780, Joseph-François Barbier du Maney, cède les deux tiers de la baronnie et seigneurie d'Yvoire à François-Marie Bouvier, cousin germain de sa femme (décédée) et par acte du 16 juillet 1785, il fait encore un échange avec lui.
Régis Valette dans le Catalogue de la noblesse française mentionne la famille Bouvier d'Yvoire comme une famille de la noblesse française avec une noblesse prouvée remontant à 1655.

## Héraldique
| Famille Bouvier | Les armes de la famille Bouvier, devenue Bouvier d'Yvoire, se blasonnent ainsi : "De gueules à la fasce d'argent accompagnée de trois écussons du même posés 2 et 1,. Cimier : "un valet d'armes issant de carnation, sans bras, vêtu des couleurs et pièces de l'écu" Couronne de baron Tenants : deux sauvages de carnation armés d'une massue Devise : festina lente (Hâte toi lentement), |

## Personnalités
- François Bouvier d'Yvoire (1834-1918), journaliste et homme politique, élu député de la Haute-Savoie sous le Second Empire[17].
- Félix Bouvier d'Yvoire[1] (1883-1958), historien et héraldiste, entreprend la restauration du château d'Yvoire. Président de l'Académie chablaisienne de 1955 à 1958. Il a poursuivit le travail de l'Armorial et nobiliaire de l'ancien duché de Savoie d'Amédée de Foras.

## Alliances
Les principales alliances de la famille  Bouvier d'Yvoire sont : Barbier du Maney, de Cornillon, Costa de Beauregard, du Crest, de Duin, Foncet de Montailleur, Humilly de Chevilly, de La Fléchère de Beauregard, de Launay, Le Mesre de Pas, Le Peletier d'Aunay, Meaudre, Milliet de Faverges, Paultre de Lamotte, Perret d'Hauteville, de Robien, Roux de Bézieux, de Saint-Sixt, de Tavel, de Varax.

## Titres
- Depuis l'achat de la seigneurie d'Yvoire en 1655, le chef de famille est connu sous le titre de baron d'Yvoire[5]. Il s'agit d'un titre de courtoisie [18].
- coseigneurs d'Allamand, Cinquantod, Hons, Lugrin, Thollon (Chablais).

## Possessions
- Château d'Yvoire (1655)
- Maison forte d'Allaman à Lugrin
- Maison forte de Loëx (1827)